# س. كليمنت فرينش
س. كليمنت فرينش (بالإنجليزية: C. Clement French)‏ هو مدرس أمريكي، ولد في 24 أكتوبر 1901 في فيلادلفيا في الولايات المتحدة، وتوفي في 6 مارس 1988 في بولمان في الولايات المتحدة.